# Mal de mer
Pour un article plus général, voir Cinétose.
« Mal de terre » redirige ici. Pour le livre, voir Hubert Reeves#Militantisme.
 Mise en garde médicale
Le mal de mer ou naupathie est une forme de cinétose (mal des transports) caractérisée par des nausées (du grec ancien ναυς / naus, « navire ») et, dans des cas extrêmes, des vertiges après avoir passé du temps sur une embarcation sur l'eau. Il est généralement provoqué par le balancement de l'embarcation et le décalage entre les informations de mouvement fournies par le système vestibulaire et les informations visuelles.
Ce mal touche 25 à 30 % des personnes, disparaissant généralement après deux ou trois jours (phénomène d’« amarinement »). Après un long temps passé en mer, les marins ressentent parfois ce mal lors du retour à la terre (« mal de terre » notamment dans des endroits exigus).
Selon le zoologiste Reinhold Hilbig, les poissons pourraient avoir le mal de mer : étudiant les effets sur l'homme de l'apesanteur sous-marine, il a placé 49 poissons dans un miniaquarium à bord d'un avion qui a fait une descente brutale, huit d'entre eux ont « complètement perdu l'équilibre ».

## Principaux symptômes
- Nausées
- Lourdeurs de tête, vertiges
- Sensations de froid (frissons) ou de chaud
- Pâleur
- Transpiration excessive
- Bâillements, somnolence, apathie
- Bourdonnement dans les oreilles
- Hypersialorrhée
- Vomissements
- Évanouissement

## Facteurs aggravant le mal de mer
« Règle des 4 F ou 5 F » :
- F comme Froid
se couvrir (prévoir une couche supplémentaire de vêtement)
- F comme Faim
manger des sucres lents
prévoir des barres de céréales
- F comme Frousse
mettre son harnais à poste
enfiler une brassière
communiquer avec les autres
- F comme Fatigue
s'allonger le plus près possible du centre de gravité du bateau

et :
- F comme Soif[3].
prévoir une bouteille d'eau (1.5 litre par jour)

## Prévention
- Respecter la « règle des 4 F (ou 5F ) » ;
- éviter les aliments riches en histamine (poissons marinés, chocolat...) ou l'alcool avant son départ[4]
- s'installer au centre du bateau (endroit le plus stable) dans le sens de la navigation, dans des zones aérées (sur le pont plutôt qu'en cabine ou dans le carré où l'on perd ses repères visuels)[1];
- mâcher la racine du gingembre, comme certains marins chinois[5] ;
- avoir un large accès visuel à l'horizon, afin de le percevoir fixe et horizontal ;
- barrer, et mettre ainsi en conformité perceptions et actions volontaires ; être actif à la marche du bateau
- s'allonger au plus près du centre de gravité du bateau ;

## Traitement
Des traitements préventifs et symptomatiques peuvent être envisagés[source insuffisante] :
- porter des lunettes de type Boarding GLasses[7] ;
- utiliser, après avis médical, des médicaments de type diménhydrinate, antiémétique ou scopolamine ;
- prendre du gingembre (frais, séché, en poudre, ou en jus)[8][source insuffisante] ;
- pratiquer une stimulation optocinétique[9][source insuffisante].

## Conséquences
Le mal de mer affecte fortement la qualité de vie à bord des navires et la qualité du travail des personnes qui en sont victimes. Il est en outre une source de fatigue. Ce sont autant de facteurs de risques pour les personnels affectés à des tâches vitales ou les scientifiques (quand des chercheurs sont en mission à bord d'un navire océanographique, par exemple).